# SMS Wiesbaden
A Wiesbaden a Német Császári Haditengerészet egyik könnyűcirkálója (kleiner Kreuzer – kiscirkáló) volt az első világháborúban. A róla elnevezett hajóosztálynak egy másik tagja volt, a Frankfurt. Az osztály egységei nagyban hasonlítottak az őket megelőzően épített Karlsruhe-osztály hajóihoz. A hajó gerincét 1913-ban fektették le és 1915 januárjában a háborús körülményekre tekintettel a média kizárásával bocsátották vízre. A hajó felszerelésével teljesen 1915 augusztusára készültek el. Fő fegyverzetét nyolc darab 15 cm-es űrméretű, 45 kaliberhosszúságú gyorstüzelő ágyú alkotta, csúcssebessége 27,5 csomó volt és teljes terhelés mellett 6601 tonna volt a vízkiszorítása.
A Wiesbaden részt vett a skagerraki csatában 1916 május 31-június 1-én. A csatában a cirkáló súlyos sérüléseket szerzett az  Invincible brit csatacirkálótól, ami mozgásképtelenné tette. A közeledő brit flotta számos egysége tűz alá vette, de a hajó még órákon át a felszínen maradt. Végül csak egy ember élte túl a hajó pusztulását, akit egy norvég gőzös vett a fedélzetére napokkal később. A hajó roncsának helyzetét 1983-ban határozta meg a német haditengerészet.

## Tervezés
A Wiesbaden gerincét még Ersatz Gefion néven fektették le az AG Vulcan stettini hajógyárában és 1915. január 20-án bocsátották vízre. A Nyílt-tengeri flotta (Hochseeflotte) kötelékébe 1915. augusztus 23-án került, miután gyorsított tempóban elvégezték a próbajáratait. A hajó teljes hossza 145,3 m, szélessége 13,9 m, merülése a hajó elején 5,76 m volt, vízkiszorítása teljes terhelés mellett 6601 tonna volt. Meghajtásáról két Marine gőzturbina-rendszer által forgatott két 3,5 m átmérőjű hajócsavar gondoskodott. A hajtóművek teljesítményét 31 000 LE-re tervezték. Ezeket tizenkét széntüzelésű, Marine-típusú gőzkazán és két olajtüzelésű kazán hajtotta meg, ami 27,5 csomós csúcssebességet tett lehetővé a hajó számára. Szénkészlete 1280 tonna volt és további 470 tonna olajat vitt magával, amivel a hatótávolsága 4800 tengeri mérföld (8900 km) volt 12 csomós sebesség mellett. A Wiesbaden 17 fős tiszti kar mellett 457 fős legénységgel rendelkezett.
A hajót nyolc 15 cm-es, 45 kaliberhosszúságú gyorstüzelő ágyúval szerelték fel, melyeket külön forgatható talpazatokon helyeztek el. Közülük kettő egymás mellett a hajó elején, kettő-kettő a hajó két oldalán és kettő lépcsőzetes elrendezésben a hajó hátsó részén foglalt helyet. Az ágyúk hatótávolsága 17 600 méter volt, és 1024 darabos lőszerkészlettel rendelkeztek, így minden lövegre 128 darab jutott. A hajó légvédelmét eredetileg négy darab 5,2 cm-es, 44 kaliberhosszúságú légvédelmi ágyú látta el, később ezeket egy pár 8,8 cm-es, 45 kaliberhosszúságú ágyúval cserélték le. Fegyverzetéhez tartozott még négy 50 cm-es torpedóvetőcső, melyekből kettő a víz alatt a hajó két oldalán, kettő pedig a fedélzeten, a hajó közepén volt elhelyezve. A hajó képes volt 120 akna szállítására is. A Wiesbadent a vízvonal mentén páncélöv védte, melynek vastagsága a legvastagabb részén, a hajó közepén 60 mm-es volt. A parancsnoki torony vastagsága 100 mm volt az oldalain, felül pedig 60 mm.

## Szolgálat
A Wiesbaden első és egyetlen kapitánya Fritz Reiß volt. A hajót a Balti-tengeren elvégzett próbajáratok és kiképzés után a II. felderítőcsoporthoz (Aufklärungsgruppe II) osztották be. 1915 decemberétől őrjáratokat és biztosítási feladatokat látott el az Északi-tengeren, valamint részt vett aknatelepítési hadműveletekben is.
A felderítőcsoport Friedrich Boedicker ellentengernagy vezetésével részt vett a skagerraki csatában (1916. május 31.-június 1.). Testvérhajója, a Frankfurt Boedicker zászlóshajója volt az összecsapás során. Az egységnek Franz Hipper ellentengernagy I. felderítőcsoportjának csatacirkálóit kellett kísérnie. A csata elején az északra tartó kötelék jobb (keleti) oldalán haladt és így az első összecsapásokban nem vett részt, mikor a nyugati oldalon az Elbing, a Pillau és a Frankfurt először találkozott a brit cirkálókkal.
A Wiesbaden és a II. felderítőcsoport többi egysége 18:30-kor összetalálkozott a Chester cirkálóval. Tüzet nyitottak a brit hajóra és számos találatot értek el rajta. A harcokba becsatlakozott Robert Arbuthnot ellentengernagy 1. cirkálóraja és Horace Hood ellentengernagy 3. csatacirkálóraja. Hood és zászlóshajója, a Invincible 18:53-kor a Wiesbadent vette tűz alá és egyik lövedéke a gépházában robbant fel mozgásképtelenné téve a hajót. A másik két brit csatacirkáló is a Wiesbadenre lőtt és azok is értek el találatokat. Paul Behncke ellentengernagy, a német kötelék élén haladó csatahajók parancsnoka a megrongálódott Wiesbaden támogatására rendelte a hajóit. Ezzel egyidőben, 19:00-kor a brit 3. és 4. könnyűcirkálóraj egységei megpróbáltak torpedótámadást intézni a németek vonala ellen. Miközben lőtávolon belülre igyekeztek érni, tüzet nyitottak a Wiesbadenre. Az Onslow romboló 1800 méterre megközelítette a német cirkálót és kilőtt rá egy torpedót, ami a parancsnoki torony magasságában érte a hajót, de ennek ellenére a felszínen maradt. 
Arbuthnot a sérült könnyűcirkáló ellen vezette páncélos cirkálóit David Beatty csatacirkálóinak vonalán átvágva, hogy megadja annak a kegyelemdöfést. Azonban nem vette észre az annak védelmére érkező német csatahajókat. Azok össztűzében a Defence 19:15-kor a levegőbe repült és a Warrior végzetes sérüléseket szerzett.
A Grand Fleet elhaladó brit csatahajók sorban tüzet nyitottak rá. Jellicoe a magatehetetlen, de felvont zászlóval támadásra kész cirkálóról maga is megemlékezett a háború után, amikor 19:20 körül elhaladt mellette zászlóshajóján. A Wiesbaden több torpedót is kilőtt a távolban elhaladó brit csatahajókra 19:45 körül. Valószínűleg az egyik általa kilőtt torpedó találta el 19:54-kor a Marlborough csatahajót, Cecil Burney altengernagy zászlóshajóját, mely találat okozta vízbetörések kis híján a csatahajó pusztulását okozták, de végül sikerült hazaérnie június 2-án.
Scheer harmadik hátraarca után kialakuló összecsapás során Georg von Hase, a Derfflinger tüzértisztje a következőket jegyezte fel:
Hirtelen az egyik periszkópon át látom, hogy egy lángoló német könnyűcirkáló (kiscirkáló) sodródik előttünk. Felismerem benne a »Wiesbaden«t. Csaknem teljesen ellepte a füst, csak a tatja vehető ki és az ott lévő löveg megszakítás nélkül tüzel az egyik kis angol cirkálóra. Derék »Wiesbaden«! Bátor a legénysége ennek a jó hajónak!
Röviddel 20:00 után a III. rombolóflottilla egységei kísérletet tettek a Wiesbaden legénységének kimentésére, de brit csatahajók erős tűzében ez nem volt lehetséges. Újabb kísérletet is tettek a mentőakcióra, de a rombolók szem elől vesztették a cirkálót és nem találtak már rá. A hajó végül valamikor 02:45 és 03:45 között süllyedhetett el. Legénységéből 22-en három tutaj segítségével elhagyták a süllyedő hajót, de csak Hugo Zenne fűtő volt már csak életben, mikor két nappal később a norvég Willy gőzös felfedezte őket. Az 589 halálos áldozat között volt az ismert író és költő, Johann Kinau is, aki Gorch Fock néven alkotva műveiben a halászok és tengerészek életét mutatta be. Tiszteletére a későbbi német haditengerészetek (Kriegsmarine és Bundesmarine) két vitorlás kiképzőhajót is elneveztek. Az ő és több bajtársa holttestét Svédország partjaira sodorták a hullámok és itt temették el őket.

## A hajóroncs ma
A Wiesbaden roncsát 1983-ban találták meg a német haditengerészet búvárai. A hajó gerincével felfele nyugszik a tenger fenekén 52 méteres mélységben és ez volt az utolsó német cirkáló a skagerraki csatában, melynek helyzetét meg tudták határozni. A búvárok felszínre hozták a hajócsavar tengelyének egyik borítóelemét – melyet a roncs fosztogatói robbanthattak le róla – és az egyik fényszórójának egy darabját, melyek ma Cuxhavenben, a Windstärke 10 – Wrack- und Fischereimuseumban vannak kiállítva. 2011 júniusában ismét német búvárok hajtottak végre merülést a roncshoz, melynek során megállapították, hogy a cirkáló két hajócsavarja hiányzik. Valószínűleg még 1983 előtt emelhették ki őket. Tervek vannak arra, hogy a hajó egyes részeit kiemeljék és a csatára emlékezve a hamburgi nemzetközi tengerészeti múzeumban (Internationales Maritimes Museum Hamburg) állítsák ki őket.
1941. május 31-én, a skagerraki csata 25. évfordulóján a haditengerészeti tüzérség felügyelősége (Inspektion der Marineartillerie) Kielben átadta Wiesbaden városának a cirkáló hajógyári modelljét, mely ma is megtekinthető a wiesbadeni városházán.

## Fordítás
- Ez a szócikk részben vagy egészben  a   SMS Wiesbaden című angol Wikipédia-szócikk fordításán alapul.  Az eredeti cikk szerkesztőit annak laptörténete sorolja fel. Ez a jelzés csupán a megfogalmazás eredetét és a szerzői jogokat jelzi, nem szolgál a cikkben szereplő információk forrásmegjelöléseként.
- Ez a szócikk részben vagy egészben  a   SMS Wiesbaden (1915) című német Wikipédia-szócikk fordításán alapul.  Az eredeti cikk szerkesztőit annak laptörténete sorolja fel. Ez a jelzés csupán a megfogalmazás eredetét és a szerzői jogokat jelzi, nem szolgál a cikkben szereplő információk forrásmegjelöléseként.

## Merülési felvételek
- Taucher finden "Wiesbaden"-Wrack
- SMS Wiesbaden Projekt 2011
- Képek a hajóról